# Rijksbeschermd gezicht Amsterdam - Nieuwmarktbuurt
Gezicht Amsterdam - Nieuwmarktbuurt is een van rijkswege beschermd stadsgezicht in de wijk Lastage in Amsterdam in de Nederlandse provincie Noord-Holland. Het gebied werd op 10 juni 1983 definitief aangewezen. Het beschermd gezicht beslaat een oppervlakte van 34,6 hectare.
Panden die binnen een beschermd gezicht vallen krijgen niet automatisch de status van beschermd monument. Wel zal de gemeente het bestemmingsplan aanpassen om nieuwe ontwikkelingen in het gebied te reguleren. De gezichtsbescherming richt zich op de stedenbouwkundige en cultuurhistorische waardering van een gebied en wil het toekomstig functioneren daarvan veiligstellen.